# Списак јутјубера
Јутјубери или (познате) личности са Јутјуба су личности познате по својим видео-клиповима на сајту Јутјуб. Неке од њих имају корпоративне спонзоре, који им плаћају за пласирање производа у својим клиповима или производњом онлајн реклама.

## Личности A—Z

### A
| Корисник/ци                  | Канал(и)                                                               | Претплатника                                                              | Забелешке | Референце                   |
| ---------------------------- | ---------------------------------------------------------------------- | ------------------------------------------------------------------------- | --- | --------------------------- |
| Адам Монтоја                 | SeaNanners                                                             | 5,4 милиона                                                               | Познат по својим Let's Play видеима као и по сарадњи са другим гејмерима као што је Феликс Шелберг и Марк Фишбак.                                                                                                 | [ 1 ]                       |
| Адам Салех                   | TrueStoryASA                                                           | 938.000                                                                   | Влогови и јавне подвале. | [ 2 ]                       |
| Адор Делејно (Дени Норијега) | DannyNoriega                                                           | 280.000                                                                   | После Идола, Норијега је постао Јутјуб личност. Најпознатији видео је песма 24/7. | [ 3 ]                       |
| Адријан Ван Ојен (Холт)      | AdrianVanOyen                                                          | 1,0 милиона                                                               | Јавне подвале. | [ 4 ]                       |
| Алекс Деј                    | nerimonšpak                                                            | 913.000                                                                   | У топ 40 хитова после влогинга на Јутјубу. | [ 5 ]                       |
| Алекса Годард                | AlexaMusicTV                                                           | 327.000                                                                   | Британски певач који је био у Топ 0 америчких долара хитова на Јутјубу. | [ 6 ] [ 7 ]                 |
| Алексис Џордан               | Alexisjordan1                                                          | 117.000                                                                   | Певач-текстописац, глумац и такмичар у првој сезони Америка има таленат; сарађује са Џеј-Зијем. | [ 8 ]                       |
| Алфи Дејз                    | PointlessBlog, PointlessBlogTv                                         | 4,6 милиона и 2,6 милиона                                                 | Влогер, комедичар, Let's Player. | [ 9 ] [ 10 ] [ 11 ]         |
| Аманда Бегс                  | silentmiaow                                                            | 3.000                                                                     | ЦНН здравље блог. | [ 12 ]                      |
| Амбер Ли Етинџер             | barelypolitical                                                        | 4,5 милиона                                                               | Позната као Обама девојка из видеа Ај Гот Кранч... | [ 13 ]                      |
| Андрија Јовић                | AndrijaJo                                                              | 387.452                                                                   | Познат по снимању челенџа, скечева и пародија. Своју прву песму „Опусти се” објавио 2018. године. | [ 14 ]                      |
| Ејми Вокер                   | Amiablewalker                                                          | 116.000                                                                   | Позната по видео-клипу и знању неколико светских језика. | [ 16 ] [ 17 ] [ 18 ]        |
| Ендру Ганади                 | gunnarolla, dietgunnarolla                                             | 79.000 and 4.000                                                          | Музичар из Канаде, видео-продуцент. | [ 19 ]                      |
| Ендру Хуанг                  | songstowearpantsto                                                     | 262.000                                                                   | Канадски музичар, интернет личност. | [ 20 ] [ 21 ] [ 22 ] [ 23 ] |
| Енди Маки                    | AndyMcKee                                                              | 13.000                                                                    | Гитариста. | [ 24 ]                      |
| Енџи Милер                   | AngieKristineMiller                                                    | 69.000                                                                    | Позната по обрадама песама и по трећем месту на Америчком идолу. | [ 25 ]                      |
| Енгри Грандпа                | TheAngryGrandpaShow, GrandpasCorner                                    | 1,6 милиона и 424.000                                                     | Познат по видеима реакција на подвале. | [ 26 ]                      |
| Ен Рирдон                    | How To Cook That                                                       | 2,0 милиона                                                               | Вебсајт и Јутјуб канал за кување и спремање различитих рецепата и декоративно темиране торте од чоколаде, карамеле, кекса, итд.                                                                                   | [ 27 ] [ 28 ] [ 29 ]        |
| Ентони Фонтано               | theneedledrop, thatistheplan                                           | 545.000 и 77.000                                                          | Рецензује музику преко свог канала The Needle Drop. | [ 30 ] [ 31 ]               |
| Ентони Падиља и Ијан Хекокс  | Smosh, askcharlie, AnthonyPadilla, ElSmosh, ShutUpCartoons, SmoshGames | 21,3 милиона; 331.000; 1,2 милиона; 2,1 милиона; 1,8 милиона; 6,5 милиона | Познат као Смош. Комедија са другим највише претплаћеним каналом на Јутјубу. | [ 32 ]                      |
| Ентони Квантал               | lohanthony                                                             | 1.531.000+                                                                | Познат као лохантони. Познат по свом видеу Кол ол бичис бејзик. | [ 33 ] [ 34 ] [ 35 ]        |
| Арин Хансон                  | egoraptor, GameGrumps                                                  | 2,2 милиона и 2,7 милиона                                                 | Аниматор, додељује глас ликовима, глумац. Члан комедијске музичке групе Старбомб. | [ 36 ]                      |
| Остин Хогвот                 | Hogwit                                                                 | 1.712                                                                     | Квадкоптер Пилот номинован за 2 видеа: један са квадкоптером који празни пиштољ са живим мецима док лети (3,4 милиона+ прегледа) и још један док је био нападнут од стране женског санбатера (480.000+ прегледа). | [ 37 ] [ 38 ] [ 39 ]        |
| Остин Махон                  | AustinMahone                                                           | 1,4 милиона                                                               | Поп певач који је доживео велико онлајн праћење 2011. године. | [ 40 ]                      |
| Азиз Шавершијан              | 7zyzz7                                                                 | 29.000                                                                    | Аустралијска интернет личност, познат по постављању бодибилдинг видеа на свом каналу. | [ 41 ] [ 42 ] [ 43 ]        |

### B
| Корисник/ци    | Канал(и)                                                                    | Претплатника                                | Забелешке | Референце                          |
| -------------- | --------------------------------------------------------------------------- | ------------------------------------------- | --- | ---------------------------------- |
| Богдан Илић    | Бака прасе                                                                  | 1.000.000                                   | | [ 44 ] [ 45 ]                      |
| Бачи           | athenewins                                                                  | 738.000                                     | Гејмер. | [ 46 ]                             |
| Бен Гоинг      | boh3m3                                                                      | 29.000.                                     | | [ 47 ]                             |
| Бетани Мота    | Macbarbie07                                                                 | 9,5 милиона                                 | Позната је по видеима у којима промовише купљене производе, туторијалима за шминку и фризуре, рецептима и уради сам(а) клиповима. Била је прва онлајн-звезда која је учествовала у америчкој верзији Плеса са звездама, где је завршила на 4. месту. | [ 48 ] [ 49 ]                      |
| Биг Нарсти     | GRIMEREPORTTV, Noisey                                                       | 83.000 и 1,3 милиона                        | Комичар. | [ 50 ] [ 51 ]                      |
| Блими Кау      | blimeycow, blimeycowvlog, BigHeadKidVideos, jordanmichaeltaylor, Amy Taylor | 369.000; 11.000; 6.000; и 16.000            | Комедијски трио. | [ 52 ] [ 53 ] [ 54 ] [ 55 ]        |
| Бо Бернам      | boburnham, mahnrubob                                                        | 925.000 и 72.000                            | Музичар, комичар. комедијски певач. | [ 56 ]                             |
| Боби Милер     | BuzzFeed, SoulPancake, Next New Networks, YouTube                           | 659.000; 1,5 милиона; 9.000; и 23,0 милиона | Прави филмове, комичар. | [ 57 ] [ 58 ] [ 59 ] [ 60 ] [ 61 ] |
| Богдан Лаловић | Life Hacks & Experiments                                                    | 9,45 милиона                                | Страни канал популарног српског јутјубера SerbianGamesBL-a Богдана Лаловића чији садржај претежно представљају видео записи везани за разне експерименте.                                                                                            | [ 62 ] [ 63 ]                      |
| Бреди Харан    | periodicvideos, sixtysymbols, numberphile                                   | 669.000; 520.000; и 1,4 милиона             | новинар | [ 64 ] [ 65 ] [ 66 ]               |
| Бренди Хардсти | ArtieTSMITW                                                                 | 119.000                                     | Имитатор филмских сцена. | [ 67 ]                             |
| Брук Бродак    | Brookers                                                                    | 60.000                                      | Глумац, Уређивач, Директор. | [ 68 ]                             |
| Бани Мејер     | grav3yardgirl                                                               | 5,9 милиона                                 | Фешн Влогерка. | [ 69 ]                             |

### C
| Корисник/ци         | Канал(и)                                               | Претплатника                                   | Забелешке | Референце                   |
| ------------------- | ------------------------------------------------------ | ---------------------------------------------- | --- | --------------------------- |
| Кетлин Дути         | OrderoftheGoodDeath                                    | 55.000                                         | "Ask a Mortician" хумористична питања-одговори серија.                                                                                           | [ 70 ] [ 71 ] [ 72 ]        |
| Кетлин Хил          | TheHill88                                              | 56.000                                         | | [ 73 ]                      |
| Камил и Кенерли Кит | CamilleandKennerly                                     | 220.000                                        | Близанци. Харфа дуо. Познати као Твинс. | [ 74 ] [ 75 ]               |
| Канал До Отарио     | OtarioAnonymous, CanalDoOtario, CanalDoOtario3         | 580.000; 69.000; и 38.000                      | Бразилски влогер-активиста. | [ 76 ] [ 77 ] [ 78 ] [ 79 ] |
| Каспар Ли           | dicasp, morecaspar                                     | 5,2 милиона и 1,6 милиона                      | Јужноафрички влогер. | [ 80 ]                      |
| Кетрин Вејн         | boxxybabee, ANewHopeee, bodaciousboxxy                 | 365.000; 335.000; 37.000                       | Псеудоним Бокси. Позната по смешним видеима на Јутјубу.                                                                                          | [ 81 ] [ 82 ] [ 83 ]        |
| Кенк Ујгур          | TheYoungTurks                                          | 2,3 милиона                                    | Новинар и политички коментатор. | [ 84 ]                      |
| ЦГП сиво            | CGPGrey                                                | 1,8 милиона                                    | Прави видео-упутства. | [ 85 ] [ 86 ]               |
| Чарис Пемпенго      | charice                                                | 311.000                                        | Певач са филипина. ПОстао познат на Јутјубу после учествовања у једној серији.                                                                   | [ 87 ]                      |
| Чарлс Трипи         | CTFxC                                                  | 1,5 милиона                                    | Звезда у интернет ројалити шоу, Internet Killed Television.                                                                                      | [ 88 ]                      |
| Чарли МекДонел      | charlieissocoollike, charlieissoboredlike, CharlieAtE3 | 2,4 милиона; 386.000; и 19.000                 | Британски влогер и музичар/текстописац. | [ 89 ] [ 90 ]               |
| Крис Крокер         | (deleted YouTube account)                              | н/а                                            | Отворен геј влогер. | [ 91 ]                      |
| Крис Харис          | Chris Harris on Cars, (formerly) Drive                 | 315.704                                        | Аутомото новинар. | [ 92 ]                      |
| Кристијан ван Вурен | ChristiaanVanVuuren                                    | 58.000                                         | Постаје популаран када је избацивао снимке које је снимао у карантину.                                                                           | [ 93 ] [ 94 ] [ 95 ]        |
| Кристина Грими      | zeldaxlove64                                           | 3,0 милиона                                    | Певач-текстописац. | [ 96 ]                      |
| Кристин Гамбито     | HappySlip, christinegambito                            | 641.000 и 131.000                              | Позната са њеним филипинским смешним видеима и форама са акцентима.                                                                              | [ 97 ]                      |
| Клара Чунг          | ClaraCMusic                                            | 263.000                                        | Певач, гитариста. | [ 98 ]                      |
| Колин Еванс         | PsychoSoprano                                          | 3,1 милиона                                    | Комична влогерка. Удала се за Џошуу Еванса, такође Јутјуб личност.                                                                               | [ 99 ]                      |
| Конор Франта        | ConnorFranta, ConnorFranta2, (and formerly our2ndlife) | 4,9 милиона; 928.000; и (формално) 3,0 милиона | Комични влогер. | [ 100 ]                     |
| Кори Видал          | ApprenticeA                                            | 224.000                                        | Познат из "Star Wars (John Williams is the Man)" и како играти видеима.                                                                          | [ 101 ]                     |
| Кори Вилијамс       | smpfilms, TheMeanKitty, DudeLikeHELLA                  | 612.000; 359.000; и 208.000                    | Организатор "As One" на Јутјубу. | [ 102 ] [ 103 ]             |
| Крег Бензине        | wheezywaiter                                           | 582.000                                        | Почео да влогира о свом послу као конобар, онда је дао отказ да би постао цело време Јутјуб звезда и видео-мејкер након што је постао популаран. | [ 104 ]                     |

### D
| Корисник/ци                | Канал(и)                                                        | Забелешке                                                    | Референце                       |
| -------------------------- | --------------------------------------------------------------- | ------------------------------------------------------------ | ------------------------------- |
| Дамјан Николић             | Checkeye                                                        | Реакције на туђе видео записе                                |                                 |
| Ден Авидан                 | NinjaSexParty, GameGrumps                                       | Комичар, певач-текстописац.                                  | [ 105 ] [ 106 ] [ 107 ]         |
| Дејви Бервађо              | Davie504                                                        | Басиста са Јутјуба, бас туторијали, изазови                  |                                 |
| Ден Браун                  | pogobat, danbrownuniverse                                       | Програмер "Ден Брауновог Модела" за решавање Рубикове коцке. | [ 108 ] [ 109 ] [ 110 ]         |
| Ден Ховел                  | danisnotonfire, danisnotinteresting                             | Британски влогер.                                            | [ 111 ] [ 112 ] [ 113 ]         |
| Дансинг Долс               | Replay849                                                       | Снима видее о томе како се шта игра.                         | [ 114 ]                         |
| Дејн Бодигејмер            | daneboe, realannoyingorange, Gagfilms, SuperBoeBros             | Креатор The Annoying Orange видео-серије.                    | [ 115 ] [ 116 ]                 |
| Данијел Мидлтон            | DanTDM // TheDiamondMinecart, MoreTDM, PokemonDanLv45           | Британски гејмер коментатор. Фокусиран на Мајнкрафт.         | [ 117 ] [ 118 ]                 |
| Дејв Џозеф                 | Davedays                                                        | Певач-текстописац                                            | [ 119 ] [ 120 ]                 |
| Дејви Вејви                | wickydkewl, DaveyWaveyRaw                                       | Геј влогер.                                                  | [ 121 ] [ 122 ]                 |
| Дејвид Чои                 | davidchoimusic, davidchoitalk                                   | Певач-текстописац.                                           | [ 123 ]                         |
| Дејвид Л. Џоунс            | eevblog                                                         | Електро инжењер.                                             | [ 124 ] [ 125 ]                 |
| Дејвид Маклери Шелдон      | Mac Lethal                                                      | Репер, продуцент; има радио.                                 | [ 126 ] [ 127 ]                 |
| Дерек Мјулер               | Veritasium                                                      | Креатор Веритасиума и домаћин Јутјуб Гик Вика.               | [ 128 ] [ 129 ] [ 130 ] [ 131 ] |
| Десторм Пауер              | DeStorm, DeStormTV                                              | Певач, текстописац и видео-продуцент.                        | [ 132 ]                         |
| Дајмонд и Силк             | Diamnond and Silk, Ditch and Switch                             | Баве се политичким демократским стварима.                    | [ 133 ]                         |
| Доктор Стил                | DoctorSteel                                                     | Музичар, извођач.                                            | [ 134 ]                         |
| Дог Волкер                 | League of Super Critics, Channel Awesome, ThatGuyWithTheGlasses | Комичар. филмски критичар, продуцент.                        | [ 135 ] [ 136 ] [ 137 ]         |
| Даглас Сарин и Кент Николс | digitalfilmmaker                                                | Креатори Питај Нинџу.                                        | [ 138 ]                         |
| Дејвид Добрик              | David Dobrik, David Dobrik Too                                  | Влогер, почео са радом на друштвеној мрежи Vine.             |                                 |

### E
| Корисник/ци                        | Канал(и)                                                                            | Забелешке | Референце                       |
| ---------------------------------- | ----------------------------------------------------------------------------------- | --- | ------------------------------- |
| Едвард „Ед” Гулд                   | Eddsworld                                                                           | Флеш аниматор и креатор Едов свет серије. | [ 139 ] [ 140 ]                 |
| Едвард Мускар                      | Edarem                                                                              | Бивши сексуални преступник који је постигао популарност својим ексцентричним видеима себе. У 2010. години, био је затворен за постављање видеа на Јутјуб. | [ 141 ] [ 142 ] [ 143 ] [ 144 ] |
| Ел и Блер Фолвер                   | AllThatGlitters21, EllesGlitterGossip (Elle), otherjuicystar07, juicystar07 (Blair) | Сестре стил и фешн влогерке. | [ 145 ] [ 146 ]                 |
| Елиот Морган, Ли Њутан и Џо Берета | SourceFed                                                                           | Домаћини SourceFed's 20 минута или мање вести. | [ 147 ]                         |
| Емили Грасли                       | brainscoop                                                                          | Блогер из Филд Музеја. | [ 148 ]                         |
| Ема Блекери                        | EmmaBlackery                                                                        | Британска влогерка. | [ 149 ]                         |
| Ерик Стенли                        | estan247                                                                            | Виолиста и композитор. | [ 150 ] [ 151 ] [ 152 ]         |
| Есми Дентерс                       | esmeedenters                                                                        | Ради обраде песама и поставља их на Јутјуб. | [ 153 ]                         |

### F
| Корисник/ци              | Канал(и)                                      | Забелешке | Референце                       |
| ------------------------ | --------------------------------------------- | --- | ------------------------------- |
| Феликс Кјелберг          | PewDiePie, Pewdie                             | Критичар видео-игара, коментатор, влогер, блогер. Најпретплаћенији канал на Јутјубу, има тренутно 110 милиона претплатника и преко 20 милијарди прегледа. | [ 154 ]                         |
| Џорџ Милер               | Filhty Frank, Too Damn Filthy, DizastaMusic   | Јапанско-аустралијански комичар, пародије на аниме и своје скечеве.                                                                                       |                                 |
| Фајн Брадерс             | TheFineBros, TheFineBros2, MyMusicShow, REACT | Креатор/продуцент React видео-серија. | [ 155 ]                         |
| Флула Борг               | flula                                         | Влогерка. | [ 156 ] [ 157 ] [ 158 ] [ 159 ] |
| Фоџ Бронте               | MonaLisaNaked                                 | Комичар. | [ 160 ]                         |
| Френки Макдоналд         | dogsandwolves                                 | Аматерска временска прогноза. | [ 161 ]                         |
| Фреди Вонг и Брандон Лач | freddiew, freddiew2                           | Креатор многих мини акционих филмова. | [ 162 ]                         |

### G
| Корисник/ци             | Канал(и)                                         | Забелешке                                                                                    | Референце               |
| ----------------------- | ------------------------------------------------ | -------------------------------------------------------------------------------------------- | ----------------------- |
| Габријел Монтијел       | Werevertumorro                                   | Шпански влогер.                                                                              | [ 163 ]                 |
| Гери Бролсма            | NewNuma                                          | Креатор Нума Нума плеса.                                                                     | [ 164 ]                 |
| Гери Гоут, Џимбо Базуби | Gary the Goat                                    | Аустралијска комична група укључујући и праву козу.                                          | [ 165 ] [ 166 ]         |
| Гевин Фри               | theslowmoguys, roosterteeth, letsplay, gamefails | Директор, продуцент и видео-глумац.                                                          | [ 167 ]                 |
| Герман Кармендија       | HolaSoyGerman, holasoygerman2                    | Чилеански видео-продуцент.                                                                   | [ 168 ] [ 169 ]         |
| Гиги Горџс              | GregoryGORGEOUS                                  | Модел, глумица и трансродни активиста.                                                       | [ 170 ]                 |
| Гиле                    | GILLEsound                                       | Певач.                                                                                       | [ 171 ]                 |
| Глозел Грин             | glozell1                                         | Глумац, комичар и певач.                                                                     | [ 172 ]                 |
| Грегори Брадерс         | schmoyoho / thegregorybrothers                   | Креатор многих хит пародијских видеа користећи Аутотјун.                                     | [ 173 ] [ 174 ] [ 175 ] |
| Грејсон Ченс            | greyson97                                        | Певач којег је открила Елен Деџенерес. Познат по својој обради песме Папараци од Лејди Гаге. | [ 176 ]                 |

### H
| Корисник/ци       | Канал(и)                                    | Забелешке | Референце               |
| ----------------- | ------------------------------------------- | --- | ----------------------- |
| Хана „Харто” Харт | myharto, yourharto                          | Позната по шоу на Јутјубу "Моја пијана кухиња". | [ 177 ] [ 178 ]         |
| Харли Моренштајн  | EpicMealTime, HarleyMore, OriginalGamerShow | Epic Meal Time кулинарски шоу. | [ 179 ] [ 180 ]         |
| Хенри Рич         | MinutePhysics, MinuteEarth                  | Објашњава физику. | [ 181 ]                 |
| Хикару Каихацу    | HIKAKIN, hikakinTV, HikakinBlog             | Јапански битбоксер. | [ 182 ] [ 183 ]         |
| Хау ту бејзик     | HowToBasic, HowToBasic2                     | Аустралијски влогер. | [ 184 ]                 |
| Хуанги Ји Син     | Back Dormitory Boys                         | | [ 185 ]                 |
| Хумза Аршад       | HumzaProductions                            | Највише познат по свом текућем Веб сирис дајари оф Бед мен (епизода 5), с тим што је то један од најгледанијих видеа у Великој Британији за 2011. годину. | [ 186 ] [ 187 ] [ 188 ] |

### I
| Корисник/ци                | Канал(и)                       | Забелешке                                   | Референце               |
| -------------------------- | ------------------------------ | ------------------------------------------- | ----------------------- |
| Иман Кросон                | Alphacat, Iman                 | Глумац.                                     | [ 189 ] [ 190 ] [ 191 ] |
| Ингрид Нилсен              | missglamorazzi, TheGridMonster | Позната по војим видеима о лепоти.          | [ 192 ]                 |
| Ивана Рајмонда ван дер Вен | ivanavanderveen                | Холандска певачица, текстописац, музичарка. | [ 193 ]                 |

### J
| Корисник/ци                                                             | Канал(и) | Забелешке | Референце               |
| ----------------------------------------------------------------------- | --- | --- | ----------------------- |
| Џек Конте                                                               | jackcontemusic | Индијски певач, музичар, текстописац. | [ 194 ]                 |
| Џек Даглас                                                              | jacksfilms, jackisanerd, SHUTUPDENNIS, featuredfridays, catlvr6969                                                              | Креатор "Your Grammar Sucks" и "The WTF Blanket". | [ 195 ]                 |
| Џек Ребни (Winnebago Man)                                               | | Jack Rebney's profane video outtakes first circulated underground on VHS tape before YouTube turned him into an online sensation. The reclusive Rebney, age 80, is the subject of a feature film, Winnebago Man, that was released in theaters Summer 2010.                                  | [ 196 ] [ 197 ]         |
| Џејред Данс                                                             | Jared Dines, Dickey Dines Show                                                                                                  | Гитариста са Јутјуба, пародије на модерне метал песме |                         |
| Џек Велју                                                               | jackvalefilms | Подвале скривеном камером. | [ 198 ]                 |
| Џек Хурвиц и Амир Блуменфелд                                            | CollegeHumor (Jake and Amir) | Писци комедија и глумци за вебсајт CollegeHumor. | [ 199 ]                 |
| Џејмс Ролф                                                              | Cinemassacre (formerly JamesNintendoNerd), James Rolfe                                                                          | Филм мејкер и рецензент видео-игара. | [ 200 ]                 |
| Џејми Кари                                                              | theJamiesWorld | Тинејџ влогер са Новог Зеланда. | [ 201 ] [ 202 ]         |
| Џејми Грејс                                                             | jGracePro | Певач, текстописац. | [ 203 ]                 |
| Јаноскијанс                                                             | Janoskians, DareSundays | Аустралијска комична група. | [ 204 ] [ 205 ]         |
| Џен Макалистер                                                          | jennxpenn, jenn, jennxpenngames                                                                                                 | | [ 206 ]                 |
| Џена Мари                                                               | JennaMarbles, JennaMarblesVlog, JennaJulienPodcast                                                                              | Најпретплаћенија жена на свету; најпознатија по видеу "How to trick people into thinking you're good looking". Она је трећи најпретплаћенији канал на свету. | [ 207 ] [ 208 ]         |
| Џери Елсворт                                                            | JeriEllsworth | Електроинжењер и чип-дизајнер. | [ 209 ] [ 210 ] [ 211 ] |
| Џес Гринберг                                                            | JessGreenberg1 | Акустични гитариста, објављује своје обраде. | [ 212 ]                 |
| Џеси Веленс и Џена Смит                                                 | PrankvsPrank, BFvsGF, NylahKitty, DownRangeGaming                                                                               | Пар подваљује сам себи. | [ 213 ]                 |
| Џесика Роуз, Јусуф Абу-Талеб, Џексон Дејвис и Александра Дрејфус        | lonelygirl15 | | [ 214 ] [ 215 ]         |
| Џим Чапман                                                              | j1mmyb0bba | Фешн влогер. | [ 216 ] [ 217 ]         |
| Џоди Ривиера                                                            | venetianprincess | Била је пре први женски најпретплаћенији канал на Јутјубу. | [ 218 ]                 |
| Џо Берета и Лук Барат                                                   | BaratsAndBereta | Креатори Barats и Bereta. | [ 219 ]                 |
| Џо Пена                                                                 | MysteryGuitarMan, jp | Музичар и аниматор. | [ 220 ]                 |
| Џо Саг                                                                  | ThatcherJoe, ThatcherJoeVlogs, ThatcherJoeGames                                                                                 | Британска интернет личност, брат Зое Суг и познат по својим изазовима и смешним видеима. | [ 221 ]                 |
| Џои Грасефа                                                             | JoeyGraceffa, JoeyGraceffaGames                                                                                                 | Влогер, глумац. | [ 222 ] [ 223 ] [ 224 ] |
| Џон и Ханк Грин                                                         | VlogBrothers, CrashCourse, hankschannel, GamesWithHank (with Hank Green), hankgames (without Hank, John Green's gaming channel) | Влогери. Такође покрећу "SciShow" и"The Art Assignment". | [ 225 ]                 |
| Џон Бејн                                                                | Totalhalibut, Totalbiscuit | Старкрафт коментатор. | [ 226 ]                 |
| Џон Хиндхау, Ник Даман                                                  | exint2, nismotv2013 | Мотоспорт коментатор. | [ 227 ] [ 228 ] [ 229 ] |
| Џон Џафари                                                              | JonTronShow, GameGrumps | Рецензент видео-игара. | [ 230 ]                 |
| Џо Шмит, Стивен Шарп Нелсон, Теи Стјуард, Пол Андерсон и Ал фан дер Бек | The Piano Guys | Музичка група. | [ 231 ]                 |
| Џордан Марон                                                            | CaptainSparklez | Познат о Мајнкрафт музичким видеима и пролазима кроз игру. | [ 232 ] [ 233 ] [ 234 ] |
| Џозеф Бирдсонг                                                          | Disneykid1 DK1games | Влогер и блогер видео-игара. | [ 235 ]                 |
| Џозеф Герет                                                             | Stampylonghead | Мајнкрафт видеи за децу. | [ 236 ]                 |
| Џош Чомик                                                               | thecomputernerd01 | Познат по музичким пародијама. | [ 237 ] [ 238 ] [ 239 ] |
| Жуан Ман                                                                | juanmann | Кампања Бесплатни загрљаји. | [ 240 ]                 |
| Џудит Бустос                                                            | LaTigresaDelOrienteC | Перуанска певчица и мејк-ап влогерка. | [ 241 ]                 |
| Џадсон Лајпли                                                           | judsonlaipply | Амерички мотивациони говорник. | [ 196 ]                 |
| Џуди Тревис                                                             | itsjudytime, ItsJudysLife | Џуди је амерички експерт за лепоту и начин живота. | [ 242 ]                 |
| Џулија Анастопулос                                                      | Suzelle DIY | Јужноафричка глумица, дизајнерка, фешн влогерка. | [ 243 ]                 |
| Џулија Нуњез                                                            | jaaaaaaa | Певач, гитариста, текстописац. | [ 244 ]                 |
| Џастин Бибер                                                            | kidrauhl | Канадски певач који је откривен на Јутјубу и потписао је уговор са Ашером и тако постао једна од највећих супер звезда са само 15 година. Његов Justin Bieber – Baby музички видео има преко 700 милиона прегледа, чинећи га другим најгледанијим видеом у историји Јутјуба (децембар 2012). | [ 245 ] [ 246 ]         |
| Џастин Езарик                                                           | iJustine, otherijustine, ijustinesiphone, ijustinegaming, ijustinereviews                                                       | Видео-блогер и комичар. | [ 247 ] [ 248 ]         |
| Јана Јелесић                                                            | Supergirl <3, Jana Jelesic Too                                                                                                  | Јутјуберка из Србије, позната по својим Q&A видеима. |                         |

### K
| Корисник/ци         | Канал(и)                      | Забелешке | Референце       |
| ------------------- | ----------------------------- | --- | --------------- |
| Каи Вонг и Лок Ченг | DigitalRevCom                 | Водитељ DigitalRev TV. | [ 249 ]         |
| Карен Алој          | Spricket24                    | Награда-Еми-за забављача и комедичара.                                                                                                  | [ 97 ]          |
| Карим Метвали       | AreWeFamousNow AreWeKuKuNow   | Комичар и видео-блогер. | [ 250 ]         |
| Карл Корјат         | EdwardCurrent                 | Атеист сатиричар, против 9/11 активиста покрета Истина и музичар.                                                                       | [ 251 ] [ 252 ] |
| Кејт Хјуџис         | Keith Hughes                  | Едукативна предавања. | [ 253 ]         |
| Кен Секин           | megwin                        | Видео-блогер и комичар. | [ 182 ] [ 183 ] |
| Кевин Налти         | nalts                         | Видео-блогер и комичар. | [ 254 ]         |
| Кевин Ву            | KevJumba, JumbaFund           | Комичар и ријалити звезда. | [ 255 ]         |
| Кина Гранис         | kinagrannis                   | Певачица, текстописац. Позната по својој песми "In Your Arms".                                                                          | [ 256 ]         |
| Кингсли             | ItsKingsleyBitch              | Комичар, блогер, влогер и интернет личност.                                                                                             | [ 257 ] [ 258 ] |
| Кип Кеј             | kipkay                        | Геџет креатор, прави видее са подвалама.                                                                                                | [ 259 ]         |
| Курт Хуго Шнајдер   | KurtHugoSchneider             | Израђује Јутјуб музичке клипове у сарадњи са другим музичарима. Најбоље је ознат по својој садрадњи за музичке клипове са Семом Џуијем. | [ 260 ]         |
| Кутиман             | kutiman                       | Аранжер, композитор, свра више инструмената.                                                                                            | [ 261 ]         |
| Кајл Мајерс         | FPSRussia, MoreFPSRussia, fps | Домаћин The FPSRussia Show. | [ 262 ]         |

### L
| Корисник/ци      | Канал(и)                                    | Забелешке | Референце                               |
| ---------------- | ------------------------------------------- | --- | --------------------------------------- |
| Л. А. Бист       | skippy62able, L.A. Beast Live               | Влогер. | [ 263 ] [ 264 ] [ 265 ] [ 266 ] [ 267 ] |
| Ласи Грин        | lacigreen, gogreen18                        | Атеиста, феминисткиња, секс едукаторка. | [ 268 ] [ 269 ] [ 270 ]                 |
| Лејна Морис      | wzr0713                                     | Доживелаа је славу када је направила 2012. године титловани "JB Fanvideo".                                                                 | [ 271 ] [ 272 ] [ 273 ] [ 274 ] [ 275 ] |
| Лорен Лук        | panacea81                                   | Шминкерка. | [ 276 ] [ 277 ] [ 278 ]                 |
| Лија Мари Џонсон | liamariejohnson                             | | [ 279 ]                                 |
| Лили Синг        | IISuperwomanII, SuperwomanVlogs             | Комичарка свакодневног живота, Њен канал има преко 6 милиона претплатника и преко 900 милиона прегледа.                                    | [ 280 ] [ 281 ] [ 282 ] [ 283 ]         |
| Лим Јонг-Хјун    | funtwohimself                               | | [ 284 ]                                 |
| Линдзи Стерлинг  | lindseystomp, LindseyTime                   | Четвртфиналисткиња Америка има таленат шоа, хип хоперка, инструкторка плеса.                                                               | [ 285 ]                                 |
| Линус Себастијан | LinusTechTips, Techquickie, ChannelSuperfun | Технолошки експерт и оснивач Линус медија групе.                                                                                           | [ 286 ]                                 |
| Лиса Донован     | LisaNova, lisa                              | | [ 287 ]                                 |
| Лиса Лави        | lisalavie1                                  | Певачица, текстописац. | [ 288 ] [ 289 ] [ 290 ] [ 291 ]         |
| Лојд Алкуист     | EpicLLOYD, ERB                              | Репер, комичар, текстописац, хип хопер. | [ 292 ] [ 293 ]                         |
| Луиз Пентланд    | sprinkleofglitter, sprinkleofchatter        | Британска фешн влогерка и влогерка о лепоти.                                                                                               | [ 221 ]                                 |
| Лукас Круикшанк  | Fred, lucas                                 | Он је у ЈКЛ Продукцији. Он је један од најпретплаћенијих канала на Јутјубу. Ради и за Никелодион.                                          | [ 294 ]                                 |
| Лајза Коши       | Liza Koshy, Liza Koshy Too                  | Почела на друштвеној мрежи Vine. На тој друштвеној мрежи тренутно има преко 5 милиона пратилаца. Тренутно се забавља са Дејвидом Добриком. |                                         |

### M
| Корисник/ци               | Канал(и)                                                        | Забелешке | Референце               |
| ------------------------- | --------------------------------------------------------------- | --- | ----------------------- |
| Магибон                   | MRirian                                                         | | [ 295 ]                 |
| Мари Харт                 | YouDeserveADrink, mametown                                      | Комичарка, писац. | [ 296 ] [ 297 ]         |
| Маркус Батлер             | marcusbutlerTV, moremarcus                                      | Британски влогер. | [ 222 ] [ 298 ]         |
| Марија Арагон             | rojuanearagon                                                   | Десетогодишња Филипинско-канадска певачица који је постао популаран када га је Лејди Гага повезала на њен кавер од "Born This Way" и написала на Твитеру: "Ево зашто ја правим музику. Она је будућност." Њих две су заједно певале у Торонту.. | [ 299 ] [ 300 ]         |
| Мари Дигби                | MarieDigby                                                      | Певачица, текстописац. Доживела славу након што је објавила видео своје обраде песме Амбрела од Ријане. | [ 301 ]                 |
| Марина Орлова             | hotforwords                                                     | Руски филолог који је Јутјуб звезда која учи етимологију енглеских речи. | [ 302 ]                 |
| Марк „Маркиплајер” Фишбах | markiplierGAME, markiplier (no longer active), markiplierTWITCH | Коментатор видео-игара и објављује клипове где пролази кроз игрицу. Познат по свом шоу Пијани Мајнкрафт. Његов канал има преко 11 милиона претплатника и 3 милијарде прегледа.                                                                  | [ 303 ]                 |
| Маркез Брауни             | MKBHD                                                           | Рецензент технике. | [ 304 ]                 |
| Марсија Бисогнин          | CutiePieMarzia                                                  | Италијанска влогерка. | [ 305 ] [ 306 ]         |
| Матју Мареј               | teenagerswebseries                                              | Креатор веб серије тинејџери | [ 307 ] [ 308 ] [ 309 ] |
| Матео Морони              | DmPranksProductions                                             | Италијански подваљивач и директор. | [ 310 ]                 |
| Матју Санторо             | Matthew Santoro, MatthewSantoroVlog SantoroGaming               | Познат по својим топ 10 и топ 50 чињеница видеима. | [ 311 ]                 |
| Меган и Лиз               | MeganandLiz, meganandlizbeauty                                  | Доживели су неки успон након појављивања код Опре Винфри. | [ 312 ]                 |
| Мирко Малишић             | Miwe, Majve                                                     | Реакције, 'познат по начину како се обраћа И где сте телетебиси овде Мајве и ево нас у новом видеЈу |                         |
| Меган Никол               | megannicolesite, MeganNicoleTV                                  | Музичар. Ради обраде песама Бруно Марса, Тејлор Свифт... | [ 313 ] [ 314 ]         |
| Мехди Садагар             | ElectroBOOM                                                     | Електо инжењер. Поставља смешне електротехничке клипове на Јутјуб. | [ 315 ] [ 316 ]         |
| Мелоди Оливеира           | bowiechick                                                      | | [ 317 ]                 |
| Меме Моли                 | mememolly                                                       | Интернет личност. | [ 318 ]                 |
| Мертон                    | PianoChatImprov                                                 | Певач, текстописац. | [ 319 ]                 |
| Мија Роуз                 | miaarose                                                        | Певач, текстописац. | [ 320 ]                 |
| Мајкл Аргусо              | ItsJustSomeRandomGuy                                            | Креатор "Hi, I'm a Marvel...и I'm a DC" видео-серија, Јутјуб јавна личност. | [ 321 ] [ 322 ]         |
| Мајкл Бигинс              | BlackoutsBox                                                    | Први интернет подвале стример, приче, културе, шоуа. Biggins / Blackout су стриминг аудија и видеа са његовог сајта користећи Реал Плајер много пре ЈутЈуба или било којих сајтова који су лансирани.                                           | [ 323 ]                 |
| Мајкл Бакли               | WHATTHEBUCKSHOW, Michael Buckley, bucksphone                    | Познат по својим новостима о познатим личностима, What the Buck?!. | [ 324 ]                 |
| Мајкл Веш                 | mwesch                                                          | Његов видео, "Web 2.0 ... The Machine is Us/ing Us", прегледан је преко 10 милиона пута. Веш је добио неколико награда за његов посао са видеом.                                                                                                | [ 324 ] [ 325 ] [ 326 ] |
| Мишел Пан                 | MichellePhan                                                    | Вијетнамско-америчка шминкерка. | [ 327 ]                 |
| Миранда Сингс             | MirandaSings08 and Mirandavlogz                                 | Карактер креиран од стране комичара и Јутјуб јавне личности Колин Еванс и поставља снимке како певају на Јутјубу. | [ 328 ]                 |
| Мојмој Палабој            | moymoypalaboy                                                   | Филипински комични и певачки дуо. | [ 329 ]                 |

### N
| Корисник/ци           | Канал(и)                                | Забелешке                                                                                       | Референце |
| --------------------- | --------------------------------------- | ----------------------------------------------------------------------------------------------- | --------- |
| Натали Тран           | communitychannel                        | Прва Вијетнамска-Аустралијска особа која је прешла преко милион претплатника.                   | [ 330 ]   |
| Натали Даун           | natalydawn                              | Индијска музичарка, певачица, текстописац.                                                      | [ 331 ]   |
| Ники Бејкер и Џон Дал | Pranksters in Love and NIkkiandJohnVLOG | Венчан пар који је познат по видеима које постављају на Јутјуб а у њима подваљују једно другом. | [ 332 ]   |
| Никола Томић          | Nykk Deetronic                          | Дечији видео клипови.                                                                           | [ 333 ]   |
| Николас Лојд          | Lindybeige                              | Археолог, рецензент историјских филмова и оружја.                                               | [ 334 ]   |
| Ноа Калина            | NK5000                                  | Препознатљив због видеа Noah takes a photo of himself every day for 6 years.                    | [ 335 ]   |

### O
| Корисник/ци    | Канал(и)                     | Забелешке                                                  | Референце |
| -------------- | ---------------------------- | ---------------------------------------------------------- | --------- |
| Олажид Олатуџи | KSIOlajidebt, KSIOlajidebtHD | Познат по ФИФА коментарима, снима их и поставља на Јутјуб. | [ 336 ]   |

### P
| Корисник/ци                    | Канал(и)                           | Забелешке | Референце                                       |
| ------------------------------ | ---------------------------------- | --- | ----------------------------------------------- |
| Пет Кондел                     | patcondell                         | Комичар, антитеист, 35 од његових видеа је објављено на DVD. | [ 337 ] [ 338 ] [ 339 ]                         |
| Пол Рубинет                    | renetto                            | | [ 340 ] [ 341 ]                                 |
| Питер Хадфилд                  | Potholer54, Potholer54debunks      | Научни новинар. | [ 342 ] [ 343 ]                                 |
| Питер Окли                     | geriatric1927                      | | [ 344 ]                                         |
| Питер Шиф                      | SchiffReport                       | Финансијски брокер и директор Јуро пасифик капитал, Питер Шиф је познат по споту Питер Шиф је био у праву 2006—2007.                                                            | [ 345 ] [ 346 ] [ 347 ] [ 348 ] [ 349 ] [ 350 ] |
| Питер Шукоф                    | nicepeter, nicepeterToo, ERB, ERB2 | Најпознатији по комедијама на свом каналу на Јутјубу. | [ 351 ]                                         |
| Фил Дејвисон                   | TheOnlyGodIsZeus                   | Локални политичар из Минерве, Охајо. | [ 352 ] [ 353 ] [ 354 ]                         |
| Фил Лестер                     | AmazingPhil, LessAmazingPhil       | Британски влогер и домаћин ББЦ1 радија. | [ 355 ] [ 356 ]                                 |
| Фил Мејсон                     | Thunderf00t                        | Атеистични влогер и креатор видео-серије Why People Laugh at Creationists | [ 357 ] [ 358 ] [ 359 ]                         |
| Филип Дефранко                 | sxephil, PhilipDeFranco            | Новински репортер, познат по The Philip DeFranco Show. | [ 360 ]                                         |
| Филип Ванг, Визли Чан и Тед Фу | wongfuproductions                  | Филм мејкинг трио за кратке филмове, музичке спотове. | [ 361 ]                                         |
| Помпламуз                      | PomplamooseMusic                   | Музички део састављен од Џека Контеа и Натали Даун. | [ 362 ]                                         |
| Сај                            | officialpsy                        | Његов "Gangnam Style" музички видео је проглашен за Гинисов рекорд као најпрегледанији и највише "лајкован" видео у Јутјуб историји и први који је прешао 1 милијарду прегледа. | [ 363 ]                                         |

### R
| Корисник/ци        | Канал(и)                                                                         | Забелешке | Референце                                       |
| ------------------ | -------------------------------------------------------------------------------- | --- | ----------------------------------------------- |
| Рахат Хусејн       | MagicOfRahat, RahatsIphone                                                       | Студент који снима и објављује своје мађионичарске трикове и има преко 4 милиона претплатника.                                                                                               | [ 364 ]                                         |
| Рејчелија          | Rachelleea, justsugarandspice                                                    | Бјути и лајфстајл блогер. | [ 365 ]                                         |
| Ренди Пауш         | Gave the lecture Really Achieving Your Childhood Dreams.                         | | [ 366 ]                                         |
| Ренди Филипс       | AreYouSuprised                                                                   | | [ 367 ]                                         |
| Роб Скејлон        | Rob Scallon, Rob scallon2                                                        | Гитариста са Јутјуба, виртуоз на гитари прави и своје песме |                                                 |
| Реј Вилијан Џонсон | RayWilliamJohnson, yourfavoritemartian, BreakingNYC                              | Четврти најпретплаћенији канал на Јутјубу, рецензија вирусних видеа, недавно почео други Анимејтед мјузик видео-канал.                                                                       | [ 368 ] [ 369 ] [ 370 ] [ 371 ] [ 372 ] [ 373 ] |
| Ребека Блек        | rebecca                                                                          | Америчка тинејџерка која је постала позната након што је поставила на Јутјубу своју оригиналну песму "Friday" која је прегледана преко 167 милиона пута.                                     | [ 374 ]                                         |
| Ребека Флинт       | xBextahx                                                                         | Британска тинејџерка која је постала позната као Беки Круел стварањем плеса под називом данјо.                                                                                               | [ 375 ]                                         |
| Реми Гајар         | Rémi GAILLARD                                                                    | Француски хумориста познат по својим духовитим и познатим видео-клиповима. | [ 376 ]                                         |
| Рет и Линк         | RhettandLink, Good Mythical Morning, Good Mythical MORE, EXTRAS – Rhett and Link | Рет МекЛаулин и Линк Нил. Они су домаћини јутарњег шоуа на Јутјубу под називом "Good Mythical Morning" на њиховом другом каналу. На трећем каналу исто имају јутарњи шоу под другим називом. | [ 377 ] [ 378 ] [ 379 ] [ 380 ] [ 381 ] [ 382 ] |
| Р. Ј. Балађи       | Panjumittai Productions                                                          | Сви видео-снимци на овом каналу договора са савременим проблемима; сви су потпуно различити у садржају.                                                                                      | [ 383 ] [ 384 ]                                 |
| Роналд Џенкис      | ronaldjenkees                                                                    | Амерички композитор и музичар. | [ 385 ]                                         |
| Росана Пансино     | RosannaPansino                                                                   | Креатор кулинарског шоуа Nerdy Nummies | [ 386 ]                                         |
| Рос О’Донован      | RubberNinja                                                                      | Аустралијско-амерички аниматор, комичар. | [ 387 ] [ 388 ]                                 |
| Рука Рука Али      | Wheres Rucka, itsRucka, RuckaWHO, RuckaWHAT, Ruckas Black                        | Био је проглашен као један од најуспешнијих на Јутјубу, где је добио преко 100 милиона прегледа са хитовима као што су "Ching Chang Chong" и "Justin's Beaver".                              | [ 389 ]                                         |
| Рајан Хига         | nigahiga, HigaTV                                                                 | Шести најпретплаћенији Јутјуб канал. Он је познат по свом видеу "Како бити нинџа". | [ 390 ]                                         |

### S
| Корисник/ци                                                          | Канал(и)                                                                 | Забелешке | Референце                       |
| -------------------------------------------------------------------- | ------------------------------------------------------------------------ | --- | ------------------------------- |
| Салман Кан                                                           | Khanacademy                                                              | Едукативни видео-клипови. | [ 391 ]                         |
| Сем Пепер                                                            | OFFICIALsampepper                                                        | Најпознатији по видео-клиповима подвала јавности.                                                                                             | [ 392 ] [ 393 ] [ 394 ] [ 395 ] |
| Сем Цуи                                                              | TheSamTsui                                                               | Најпознатији за обраде и извођење песме популарних уметника.                                                                                  | [ 260 ]                         |
| Семвел                                                               | brownmarkfilms                                                           | Најпрепознатљивији по видеу "What What (In the Butt)".                                                                                        | [ 396 ] [ 397 ]                 |
| Сантош Пандит                                                        | Krishnanum radhayum                                                      | Малезијски глумац и директор. | [ 398 ]                         |
| Сара Марија Форсберг                                                 | SAARA (Smokahontas Official), West Toast TV                              | Имитатор, певач. | [ 399 ] [ 400 ] [ 401 ]         |
| Сара Нимиц                                                           | SaraNiemietz                                                             | Певачица, текстописац, појавила се у Елен Деџенерис шоу.                                                                                      | [ 402 ] [ 403 ] [ 404 ]         |
| Сара Остин                                                           | pop17                                                                    | Сара Мејерс. | [ 405 ]                         |
| Скот Хојинг, Мич Граси, Кристин Малдонадо, Ави Каплан, Кевин Олусола | ptxofficial, ptxvlogs, sup3rfruit, AviKaplanMusic, kolusola, scotthoying | Чланови Pentatonix A капела групе. Победници 3. сезоне NBC's The Sing-Off.                                                                    | [ 406 ]                         |
| Син                                                                  | day9tv                                                                   | еСпортс промотер и СтарКрафт 2 коментатор. | [ 407 ]                         |
| Скот Мур                                                             | GoWithMeMila                                                             | Познат по својим виралним видеима. Преко 3 милиона прегледа на првом снимку.                                                                  | [ 408 ] [ 409 ] [ 410 ]         |
| Шејн Досон                                                           | ShaneDawsonTV, ShaneDawsonTV2, shane                                     | Црта комичне скице, са неколико познатих ликова.                                                                                              | [ 411 ]                         |
| Шеј Карл                                                             | Shaycarl, SHAYTARDS, ShayLoss, iphoneTARD, WhenTheKidsGoToSleep          | влогер. | [ 412 ] [ 413 ]                 |
| Шеик Абкар                                                           | SheikhAkbarOfficial SAVlogs                                              | Влогови и видеи са подвалама. | [ 414 ]                         |
| Симон Ставски и Мартина Ставски                                      | simonandmartina, simonandmartinabonus                                    | Креатори Eat Your Kimchi видеа и вебсајта. | [ 415 ] [ 416 ]                 |
| Сајмон Тофилд                                                        | Simon's Cat                                                              | Тофилдом први аплоудован видео на Јутјуб је био 4. марта 2008. Од тада, поред доношења Јутјуб видео-снимака, објавио је и 4 књиге.            | [ 417 ] [ 418 ] [ 419 ]         |
| Смут Мек Грув                                                        | SmoothMcGroove                                                           | Акапела реиздања музике видео-игара. | [ 420 ] [ 421 ]                 |
| Сонс оф Максвел                                                      | sonsofmaxwell                                                            | Креирали 3 позната музичка видеа. | [ 422 ] [ 423 ]                 |
| Спенсер и Дилан                                                      | HouseholdHacker                                                          | Познати као "Traveler" (право име непознато) и Дилан (Frosty Brain); Јутјуб канал, Household Hacker, је 27 најшретшлаћенији канал на Јутјубу. | [ 424 ]                         |
| Споукен Ризонс                                                       | SpokenReasons, SpokenReasonsTV                                           | Комичар, глумац. | [ 425 ] [ 426 ] [ 427 ]         |
| Стрејт Но Чејсер                                                     | sncmusic                                                                 | | [ 428 ]                         |
| Стјуарт Ашин                                                         | ashens                                                                   | Комичар, глумац, Британски рецезант. | [ 429 ] [ 430 ]                 |
| Сунгха Јунг                                                          | jwcfree                                                                  | Гитариста. | [ 431 ]                         |

### T
| Корисник/ци      | Канал(и)                                                           | Забелешке                                                               | Референце                       |
| ---------------- | ------------------------------------------------------------------ | ----------------------------------------------------------------------- | ------------------------------- |
| Тања Бур         | pixi2woo, tanyasvlogsandhauls                                      | Бјути, фешн и лајфстајл влогерка. Има своју линију козметике Тања Блур. | [ 221 ]                         |
| Тајрин Сотерн    | Hott4Hill, TarynSouthern, taryntogo                                | Хилари Клинтон, кампањски видео.                                        | [ 432 ]                         |
| Теј Зондеј       | TayZonday, tayvox                                                  | Најпрепознатљивији по "Chocolate Rain" видеу.                           | [ 433 ]                         |
| Тед Вилијамс     |                                                                    | Most notable for "The Man with the Golden Radio Voice".                 | [ 434 ]                         |
| Тера Наоми       | terranaomi                                                         | Певачица, текстописац.                                                  | [ 435 ]                         |
| Теса Виолет      | meekakitty                                                         | Америчка комична влогерка.                                              | [ 436 ]                         |
| Тифани Алворд    | TiffanyAlvord                                                      | Певачица, текстописац и обрађује друге песме.                           | [ 437 ]                         |
| Тимоти дела Гето | TimothyDeLaGhetto2, theTimothyDeLaGhetto, TraPhikMusik, TimsBakery | Музичар, влогер, филм мејкер.                                           | [ 438 ]                         |
| Тоби Тарнер      | Tobuscus, TobyTurner, TobyGames                                    | Комичар, глумац.                                                        | [ 439 ]                         |
| Том Касел        | TheSyndicateProject, SyndicateCentral                              | Познат по својим Мајнкрафт и Кол Оф Дјути видеима.                      | [ 440 ]                         |
| Том Диксон       | Blendtec                                                           | Star of Will It Blend?.                                                 | [ 441 ] [ 442 ]                 |
| Томи Сотомајор   | sotomayortv2                                                       | Радио домаћин.                                                          | [ 443 ]                         |
| Трој Сиван       | TroyeSivan, MoreTroye                                              | Рођени Јужноафрички глумац, влогер.                                     | [ 444 ]                         |
| Тајлер Окли      | tyleroakley and extratyler                                         | Влогер.                                                                 | [ 445 ] [ 446 ] [ 447 ] [ 448 ] |

### V
| Корисник/ци           | Канал(и)                     | Забелешке                                                                                       | Референце       |
| --------------------- | ---------------------------- | ----------------------------------------------------------------------------------------------- | --------------- |
| Венуспалермо          | VenusAngelic                 | Имала је #71 хит са обрадом I Love It.                                                          | [ 449 ]         |
| Вихарт                | Vihart                       | Музички математичар са преко милион прегледа.                                                   | [ 450 ]         |
| Вик Дибитето          | VicDiBitetto                 | Стенд ап комичар, има преко 33 милиона прегледа на Јутјубу.                                     | [ 451 ] [ 452 ] |
| Викторија Јермолијева | vkgoeswild                   | Пијанисткиња са преко милион прегледа која је радила са Лазаром Берманом и Брајаном Виглионеом. | [ 453 ]         |
| Витали Здоровјецки    | VitalyzdTV, VitalyzdTvSecond | Комичар и подваљивач.                                                                           | [ 454 ] [ 455 ] |

### W
| Корисник/ци   | Канал(и)                         | Забелешке | Референце |
| ------------- | -------------------------------- | --- | --------- |
| Вејн Гос      | gossmakeupartist, gossmakeupchat | Шминкерка и предузетник.                                                                                             | [ 456 ]   |
| Вилијам Синге | stashhurrikane                   | Певач, текстописац, репер, Р&Б певач, хип хопер, који је постао на Јутјубу тако што је снимао када је певао по соби. | [ 457 ]   |
| Вилијам След  | WilliamSledd                     | Влогер који продуцира видее који су углавном фокусирани на моду.                                                     | [ 458 ]   |

### Y
| Корисник/ци        | Канал(и) | Забелешке | Референце       |
| ------------------ | --- | --- | --------------- |
| Јогскаст           | Yogscast Lewis & Simon, Parv, Hannah, Zylus, Duncan, Ridgedog, Sips, Will, Sjin, Turpster, Martyn, DWP, Nilesy, Panda, Rythian, Zoey, Strippin, Kim, BebopVox YOGSCAST, Hat Films | Произвођачи комичног видеа и пародије на познате песме Мајнкрафта. Најпознатији по својој Мајнкрафт серији. Чланови Сипс и шешир Филмови. | [ 459 ] [ 460 ] |
| Јусуф Салех Еракат | FouseyTUBE, DOSEofFOUSEY | Палестинско-амерички подваљивач, влогер и мотивациони говорник.                                                                           | [ 461 ]         |
| Исабела Брејв      | ysabellabrave | Певачица која је потписала за Вајерлес рекординг.                                                                                         | [ 462 ]         |

### Z
| Корисник/ци  | Канал(и)           | Забелешке                                                             | Референце                       |
| ------------ | ------------------ | --------------------------------------------------------------------- | ------------------------------- |
| Зек Кинг     | FinalCutKing       | Познат по дигиталном едитовању видеа.                                 | [ 463 ] [ 464 ] [ 465 ]         |
| Зејд Али     | ZaidAliT           | Прави комичне видео-записе упоређујући различите културе.             | [ 466 ]                         |
| Зи Дог Ем-Ди | ZDoggMD            | Лекар познат по свом хип-хоп инспирисаном медицинском комичном видеу. | [ 467 ]                         |
| Зои Суг      | zoella, morezoella | Њени влогови и постови су углавном око моде, лепоте, шминке.          | [ 468 ] [ 469 ] [ 470 ] [ 471 ] |